# ان‌جی‌سی ۶۴۱۲
ان‌جی‌سی ۶۴۱۲ (انگلیسی: NGC 6412) نام یک کهکشان مارپیچی است.